# قائمة رؤساء وزراء جزر البهاما
رئيس وزراء باهاماس (بالإنجليزية: Prime Minister of the Bahamas)‏ هو رئيس حكومة باهاماس. يعين رئيس الوزراء رسميًا من قبل الحاكم العام لباهاماس، الذي يمثل إليزابيث الثانية. تحتوي المقالة التالية على قائمة برؤساء وزراء باهاماس، منذ إنشاء المنصب في عام 1955 حتى يومنا هذا.

## قائمة رؤساء وزراء باهاماس (1955 إلى الوقت الحاضر)

### رئيس وزراء باهاماس (1955-1964)
| No. | الصورة | الاسم (الميلاد–الوفاة)            | الانتخابات | فترة الحكم   | فترة الحكم   | فترة الحكم | الحزب               |
| No. | الصورة | الاسم (الميلاد–الوفاة)            | الانتخابات | استلم المنصب | ترك المنصب   | المدة      | الحزب               |
| --- | ------ | --------------------------------- | ---------- | ------------ | ------------ | ---------- | ------------------- |
| 1   |        | رولاند ثيودور سيمونيت (1898–1980) | 1962       | 1955         | 7 يناير 1964 | 9 سنوات    | حزب الباهاما المتحد |

### رؤساء وزراء باهاماس (1964-1969)
| No. | الصورة | الاسم (الميلاد–الوفاة)            | الانتخابات | فترة الحكم    | فترة الحكم    | فترة الحكم        | الحزب                   |
| No. | الصورة | الاسم (الميلاد–الوفاة)            | الانتخابات | استلم المنصب  | ترك المنصب    | المدة             | الحزب                   |
| --- | ------ | --------------------------------- | ---------- | ------------- | ------------- | ----------------- | ----------------------- |
| (1) |        | رولاند ثيودور سيمونيت (1898–1980) | —          | 7 يناير 1964  | 16 يناير 1967 | 3 سنوات و9 أيام   | حزب الباهاما المتحد     |
| 2   |        | ليندن بيندلينج (1930–2000)        | 19671968   | 16 يناير 1967 | 10 مايو 1969  | 2 سنوات و114 أيام | الحزب الليبرالي التقدمي |

### رئيس وزراء كومنولث باهاماس (1969-1973)
| No. | الصورة | الاسم (الميلاد–الوفاة)     | الانتخابات | فترة الحكم   | فترة الحكم    | فترة الحكم       | الحزب                   |
| No. | الصورة | الاسم (الميلاد–الوفاة)     | الانتخابات | استلم المنصب | ترك المنصب    | المدة            | الحزب                   |
| --- | ------ | -------------------------- | ---------- | ------------ | ------------- | ---------------- | ----------------------- |
| 1   |        | ليندن بيندلينج (1930–2000) | 1972       | 10 مايو 1969 | 10 يوليو 1973 | 4 سنوات و61 أيام | الحزب الليبرالي التقدمي |

### رؤساء وزراء كومنولث باهاماس (1973 حتى الآن)
| No. | الصورة | الاسم (الميلاد–الوفاة)       | الانتخابات     | فترة الحكم     | فترة الحكم     | فترة الحكم        | الحزب                   |
| No. | الصورة | الاسم (الميلاد–الوفاة)       | الانتخابات     | استلم المنصب   | ترك المنصب     | المدة             | الحزب                   |
| --- | ------ | ---------------------------- | -------------- | -------------- | -------------- | ----------------- | ----------------------- |
| 1   |        | ليندن بيندلينج (1930–2000)   | 1977 1982 1987 | 10 يوليو 1973  | 21 أغسطس 1992  | 19 سنوات و42 أيام | الحزب الليبرالي التقدمي |
| 2   |        | هوبير إنجراهام (مواليد 1947) | 1992 1997      | 21 أغسطس 1992  | 3 مايو 2002    | 9 سنوات و255 أيام | الحركة الوطنية الحرة    |
| 3   |        | بيري كريستي (مواليد 1943)    | 2002           | 3 مايو 2002    | 4 مايو 2007    | 5 سنوات و1 يوم    | الحزب الليبرالي التقدمي |
| (2) |        | هوبير إنجراهام (مواليد 1947) | 2007           | 4 مايو 2007    | 8 مايو 2012    | 5 سنوات و4 أيام   | الحركة الوطنية الحرة    |
| (3) |        | بيري كريستي (مواليد 1943)    | 2012           | 8 مايو 2012    | 11 مايو 2017   | 5 سنوات و3 أيام   | الحزب الليبرالي التقدمي |
| 4   |        | هوبرت مينيس (مواليد 1954)    | 2017           | 11 مايو 2017   | 17 سبتمبر 2021 | 4 سنوات و128 أيام | الحركة الوطنية الحرة    |
| 5   |        | فيليب ديفيس (مواليد 1951)    | 2021           | 17 سبتمبر 2021 | في المنصب      | 3 سنوات و174 أيام | الحزب الليبرالي التقدمي |